# Dolichotorna tholias
Dolichotorna tholias är en fjärilsart som beskrevs av Edward Meyrick 1910. Dolichotorna tholias ingår i släktet Dolichotorna och familjen Lecithoceridae. Inga underarter finns listade i Catalogue of Life.